# Andrew Cowan
Andrew Cowan (13 december 1936 – 15 oktober 2019) was een Brits rallyrijder uit Schotland en oprichter en directeur van Ralliart, die lange tijd de sportieve tak van het Japanse automerk Mitsubishi vertegenwoordigden. Hij groeide op in Duns.

## Carrière
Andrew Cowan begon zijn carrière als rallyrijder aan het begin van de jaren zestig. Zijn eerste successen behaalde hij met het winnen van de Scottish rally in 1962 en 1963 in een Sunbeam Rapier. In 1968 schreef hij de eerste London–Sydney Marathon op zijn naam in een Hillman Hunter en herhaalde dit resultaat bijna een decennium later in 1977 met een fabrieksingeschreven Mercedes 280. Cowan behaalde meerdere successen in de jaren zeventig. Zo won hij tussen 1972 en 1976 vijf keer opeenvolgend de Southern Cross rally in Australië, werd hij Schots rallykampioen in 1976, schreef hij in 1977 de rally van Ivoorkust op zijn naam, zo ook 's werelds langste rally (van ruim 32.000 km), de Zuid-Amerika Marathon in 1978.

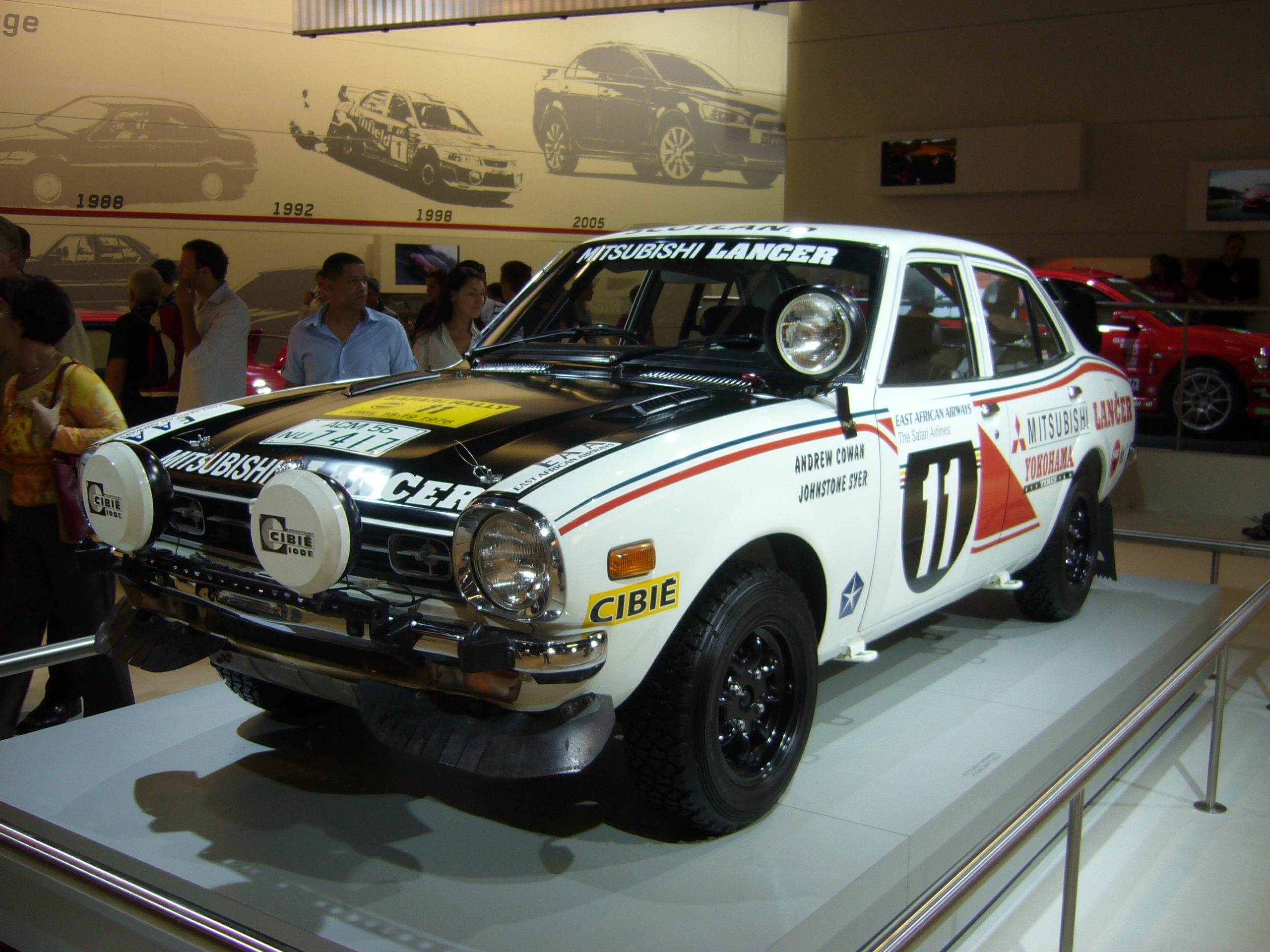
De Mitsubishi Lancer 1600 GSR waarmee Cowan derde eindigde tijdens de Safari rally in 1976

Cowan had op dat moment al een nauwe band opgebouwd met Mitsubishi. Met hun eindigde hij in het wereldkampioenschap rally als derde tijdens de Safari rally in 1976. Voor Mercedes greep hij naar een tweede podium resultaat tijdens de rally van Ivoorkust in 1979. In de jaren tachtig combineerde Cowan het rijden met de rol als directeur van de sportieve tak van Mitsubishi (eerst onder de naam 'Andrew Cowan Motorsports'), wat later werd omgedoopt tot 'Mitsubishi Ralliart Europe'. Cowan eindigde nog tweede in de Dakar-rally van 1985 en stopte officieel als rijder in 1990.
Op dat moment concentreerde Cowan zich voornamelijk op zijn rol als teammanager bij Mitsubishi's activiteiten in het WK Rally. Hun eerste WK-rally overwinning kwam met het winnen van de rally van Finland in 1989 met rijder Mikael Ericsson. In de jaren negentig profileerde Mitsubishi zich als een van de voornaamste teams in het kampioenschap. Tommi Mäkinen werd tussen 1996 en 1999 vier keer opeenvolgend wereldkampioen en Mitsubishi greep in 1998 naar hun eerste en enige titel bij de constructeurs. Cowan bleef in zijn rol als teammanager totdat het officiële 'Mitsubishi Motors' de taken in 2003 overnamen van 'Ralliart'. Daarna was Cowan tot aan zijn pensioen in 2005 nog sportief adviseur van het team.